# Massacre d'Awa'uq

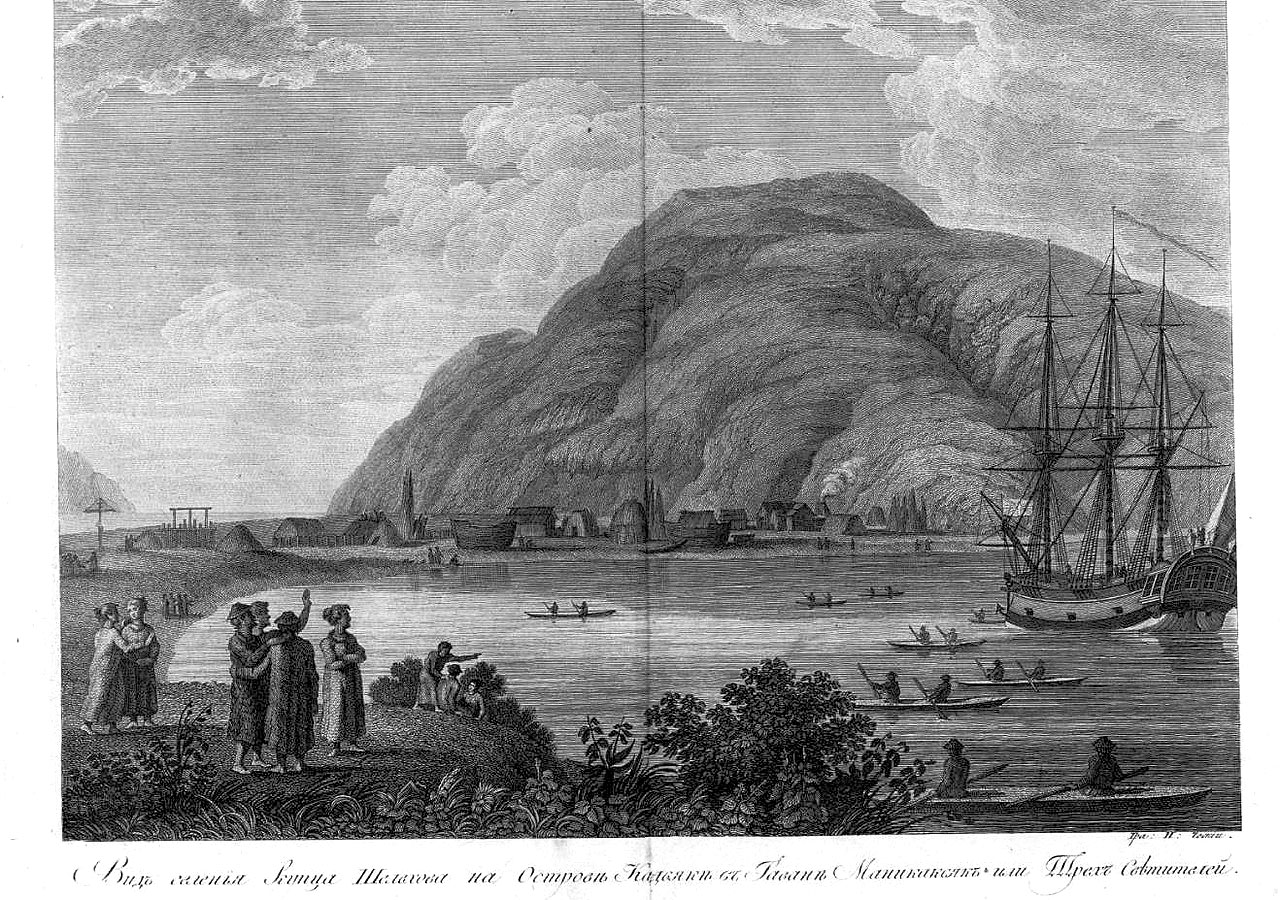
Établissement ou camp de Grigori Chelikhov sur l'île Kodiak.

Le massacre d'Awa'uq ou massacre de Wounded Knee d'Alaska se déroule le 14 août 1784, à l'initiative du marchand russe Grigori Chelikhov aidé par 130 promychlenniki locaux sur l'île de Sitkalidak (en) au sud de l'île Kodiak. Entre 2 000 ou 2 500-3 000, alutiiqs de la tribu Qik’rtarmiut Sugpiat de l'île Kodiak (dont plusieurs milliers de femmes et des enfants) sont tués par les promyshlenniki russes de la compagnie russe d'Amérique qui se sont engagés dans la traite de la fourrure maritime de l'Amérique russe.  

## Contexte et suite
Les promychlenniki ont été encouragés à prendre épouse parmi les populations indigènes,. En 1784, peu après la prise de contrôle de l'île de Kodiak par les Russes qui avait entraîné le massacre de centaines de Sugpiat à Awa'uq (Refuge Rock), le marchand russe Grigori Chelikhov prend en otage les enfants de responsables sugpiaq pour les avoir sous son contrôle et, ainsi, contrôler tout leur peuple. Le 22 septembre 1784, Chelikhov fonde la première colonie russe permanente du continent américain sur l'île Kodiak en Alaska.
Kodiak est la terre ancestrale des Koniaga ou Qik’rtarmiut Sugpiat, une nation alutiiq. Les premiers habitants vivent de chasse, de pêche, de culture et de cueillette. Les russes sont les premiers européens à l'explorer d'abord en 1763 par le marchand de fourrures Stepan Glotov puis par l'explorateur Grigori Chelikhov, qui crée en 1784 la première colonie sur Kodiak au fond de la baie des Trois-Saints, à côté du village actuel d’Old Harbor.  